# Donatia novae-zelandiae
Donatia novae-zelandiae är en tvåhjärtbladig växtart som beskrevs av J. D. Hook. Donatia novae-zelandiae ingår i släktet Donatia och familjen Stylidiaceae. Inga underarter finns listade i Catalogue of Life.

## Bildgalleri

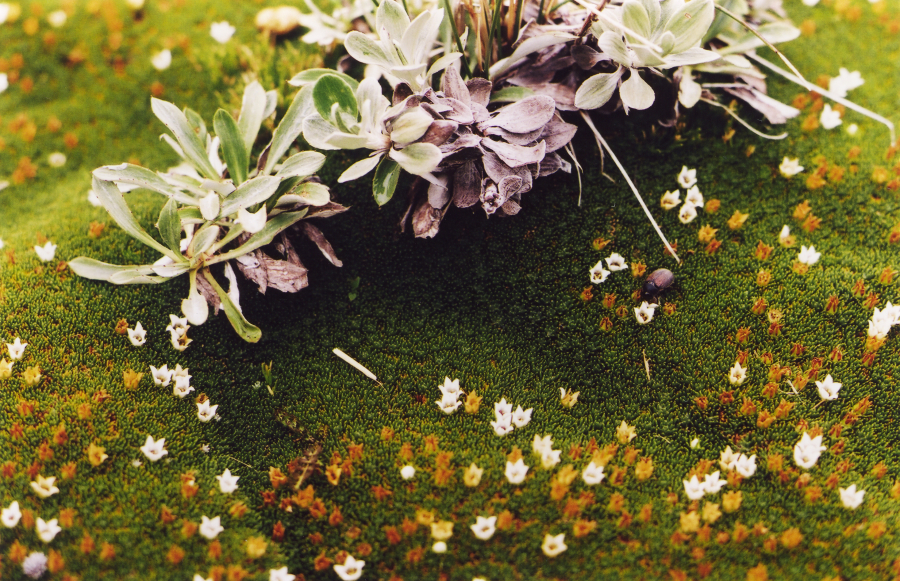